# Charroi de Nîmes

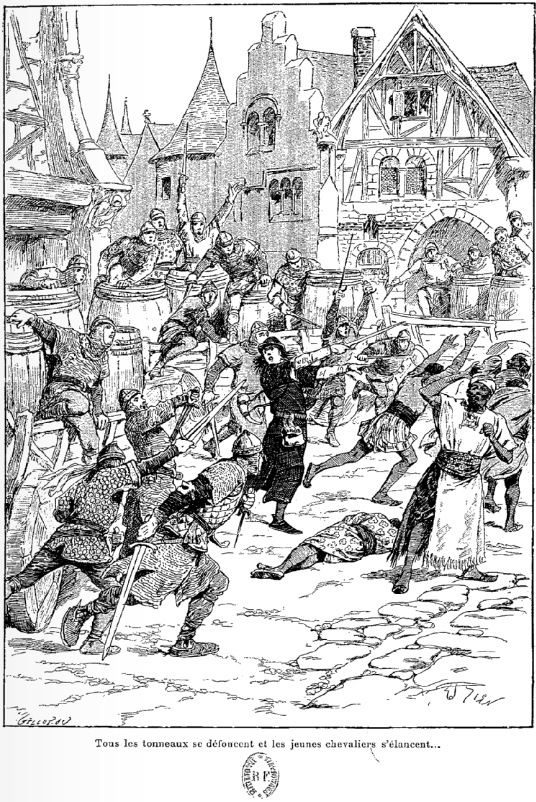
Illustration d'Édouard Zier représentant un épisode du Charroi de Nîmes, pour le livre Futurs chevaliers de Noémi Balleyguier

Le Charroi de Nîmes est une chanson de geste provenant du cycle de Guillaume d'Orange, écrite, selon le plus ancien manuscrit qui nous reste, pendant la première moitié du XIIe siècle.

## Synopsis
IXe siècle. Guillaume est en colère contre le roi Louis Ier, car il distribue des fiefs à ses vassaux, alors que notre héros semble ignoré. Guillaume va voir le roi et lui montre son mécontentement, car sans lui, Louis n'aurait jamais ni porté la couronne, ni disposé d'un royaume aussi grand. Cet épisode fait écho à la précédente chanson du cycle : le Couronnement de Louis.
Le roi, pour se faire pardonner est prêt à donner sa couronne et la moitié de la France à Guillaume, cependant pour ne pas affaiblir le royaume, Guillaume demande juste l'Espagne, que Louis ne possède pas encore ; pays qui regroupait en fait à l'époque tous les territoires occupés par les Sarrasins. 
La première ville d'Espagne est Nîmes et Guillaume se jure de tuer Otran, le musulman seigneur de la cité. Grâce à un stratagème semblable à celui du cheval de Troie, Guillaume parvient à infiltrer mille hommes dans la cité bien défendue. En fait, les guerriers français se sont cachés dans des tonneaux prêtés par les paysans de la région. Guillaume se fait passer pour un marchand qui transporte beaucoup de biens dans ses tonneaux disposés sur des charrettes en convoi (un « charroi » est un transport par charriot).
Avec cette ruse, Guillaume prend la ville et commence la reconquête du Sud de la France.

## Caractéristiques
L'auteur est anonyme.
Le texte est composé de 57 laisses (édition Perrier), de longueur inégale, assonancé le plus souvent avec le son [e].
Au Moyen Âge, cette chanson était aussi célèbre que la chanson de Roland. Écrite en langue d'oïl de dialecte d'Île-de-France, elle contribua à imposer le parisien comme langue de référence comme ancêtre du français moderne.
Les universités dans le monde continuent de l'étudier. Il ne nous reste aujourd'hui que huit exemplaires du Charroi de Nîmes, regroupés selon leurs ressemblances par des lettres similaires : A1, A2, A3, A4 (écrits au XIIIe siècle) ; B1, B2 (XIVe siècle) ; C (en dialecte picard, XIIIe siècle) et D (XIIIe siècle). Le texte de référence pour les éditions est A1, le plus complet malgré de nombreuses erreurs présentes.
La plupart des manuscrits sont conservés à la bibliothèque nationale de France (A1, A2, A4, B2, D), les autres à Milan, bibliothèque Trivulziana (A3), à Londres, British Library, (B1) et à Boulogne-sur-Mer, Bibliothèque municipale (C).

## Personnages
- Guillaume d'Orange : héros de plusieurs chansons de geste, inspiré du véritable comte de Toulouse Guillaume de Gellone, il est un des fils d'Aymeri de Narbonne. C'est un fidèle lieutenant de Charlemagne.
- Bertrand : un des neveux de Guillaume.
- Louis : le roi de France, fils et héritier de Charlemagne.
- Otran (ou Otrant) : le roi sarrasin de Nîmes